# صبحي كحالة
صبحي كحالة (ولد 1330هـ / 1911م، وفاته غير معروفة) مهندس ووزير سوري، من المهندسين الروَّاد، تولى نقابة المهندسين، ورئيس اتحاد المهندسين العرب.

## ولادته وتحصيله
ولد صبحي بن عبد الفتاح بن عبد القادر كحَّالة في دمشق، عام 1330هـ / 1911م. يحمل درجات جامعية في الهندسة المدنية من كلية روبرت إستانبول. أكمل تعليمه في الجامعة الأميركية قسم الهندسة المدنية، وحصل منها على (ماجستير) سنة 1934.

## عمله ووظائفه
بدأ عمله في المملكة الأردنية الهاشمية. وتنقل هناك لعدة مناصب منها رئيس بلدية عمان. ومدير الاشغال العامة ووكيل وزارة الموصلات1945 ـ1947. وعند استقلال سوريا عاد الى بلده دمشق وعين هناك بمديرية المباني وتنظيم المدن في وزارة الاشغال ثم الدائرة الفنية لأمانة العاصمة دمشق 1947 لغاية 1953.
أسس مكتبًا هندسيًّا استشاريًّا، ثم تحول إلى التصميم والتنفيذ ما بين 1953 و1964، ونفَّذ عدة مشاريع في سوريا والأردن ودول الخليج. وعُين وزيرًا للتخطيط من 16 أبريل (نَيْسان) 1962 إلى 17 سبتمبر (أيلول) 1962. تسلَّم وِزارة سدِّ الفرات من 1974 حتى 1980، التي عُرفت فيما بعد بوِزارة الري، ثم وزارة الموارد المائية.

## كتبه وآثاره
له كتب وبحوث منها:
- المشكلة المائية في إسرائيل وانعكاساتها على الصراع العربي الإسرائيلي.[2]

## وفاته
غير معروف.

## وصلات خارجية
- الموقع الرسمي السادة الوزراء في وزارة الموارد المائية